# Manuel Abad y Queipo
Manuel Abad y Queipo (Villarpedre, Grandas de Salime, Asturias, España, 26 de agosto de 1751-convento de Sisla (Toledo), España, 15 de septiembre de 1825), fue un religioso español que ejerció el cargo de obispo de Michoacán en Nueva España y llegó a ser ministro en España.

## Biografía
Después de estudiar en Cataluña para sacerdote fue destinado a América. Allí fue elegido obispo de Valladolid, en el estado mexicano de Michoacán. Propuso diversas reformas en la administración para evitar la insurrección  de los nativos, mostró ante Fernando VII (1814) su desacuerdo con la actuación del virrey Calleja, lo que le valió ser acusado de traición por el Santo Oficio, pues propugnó ante la Regencia una legislación agraria que permitiese el reparto a los indios de tierras realengas y su acceso al cultivo de los latifundios.
En 1816 fue nombrado ministro de Gracia y Justicia por Fernando VII, aunque sólo ocupó su cargo durante tres días, ya que fue destituido. 
Tras producirse el levantamiento y haber criticado la actuación española tuvo que afrontar varias acusaciones ante la Inquisición en España, a pesar de su postura contraria a la sublevación y de haber excomulgado al insurgente Miguel Hidalgo. Finalmente, fue absuelto de la acusación de traición a la corona, pero la Sagrada Congregación del Índice prohibió su obra titulada Breve exposición sobre el Real Patronato y sobre los derechos de los obispos electos de América, que en virtud de los reales despachos de presentación y gobierno administran sus iglesias antes de la confirmación pontificia.
En 1820 fue designado obispo de Tortosa, aunque ocupó el cargo de manera informal durante el Trienio Liberal, ya que no recibió la confirmación papal. En 1823, perseguido, de nuevo, por los absolutistas, fue recluido en el monasterio toledano de Sisla, donde pasó sus dos últimos años de vida y donde falleció antes de cumplir la condena de 6 años que le había sido impuesta.

## Edictos y cartas publicadas
- Edicto instructivo sobre la revolución del cura de los Dolores y sus secuaces, en 1810.
- Carta pastoral sobre la insurrección de los pueblos del Obispado de Michoacán, en 1811.
- Carta pastoral sobre el riesgo que amenaza la insurrección de Michoacán a la libertad y a la religión, en 1813.